# Hans Krause (Politiker, 1897)
Johannes (Hans) Krause (* 11. Mai 1897 in Abschruten, Kreis Labiau, Ostpreußen; † 30. Oktober 1975 in Neuwied) war ein deutscher Politiker (NSDAP).

## Leben

### Frühes Leben
Krause besuchte die Dorfschule in Kuiken im Kreis Goldap in Ostpreußen und die Realschule in Königsberg. Anschließend wurde er zum Landwirt ausgebildet. Ab dem 2. August 1914 nahm Krause am Ersten Weltkrieg teil. Zuerst kämpfte er beim Jäger-Regiment zu Pferde Nr. 10, dann mit dem Jäger-Regiment zu Pferde Nr. 9 und zuletzt beim 1. Garde-Ulanen-Regiment. Im Krieg wurde er einmal leicht verwundet und mit dem Eisernen Kreuz II. Klasse, der Finnischen Freiheitsmedaille 1. und 2. Klasse sowie dem Baltenkreuz ausgezeichnet.

### Weimarer Republik und NS-Zeit
Von 1919 bis 1925 arbeitete Krause als praktischer Landwirt. Danach machte er sich als Landwirt selbständig und bewirtschaftete einen Hof in Naudwarrischken (Adelshof) im Regierungsbezirk Gumbinnen. Er war evangelischer Konfession.
Zum 1. Oktober 1928 trat Krause in die NSDAP ein (Mitgliedsnummer 102.972). Bei der Reichstagswahl vom September 1930 wurde Krause als Kandidat der NSDAP für den Wahlkreis 1 (Ostpreußen) in den Reichstag gewählt, dem er in der Folge bis zum Juli 1932 als Abgeordneter angehörte. 
Krause war einer von vier NSDAP-Abgeordneten, die öffentliches Aufsehen erregten, weil sie verdächtigt wurden, am 12. Mai 1932 im Reichstagsrestaurant den Publizisten Helmuth Klotz überfallen und zusammengeschlagen zu haben. Klotz, der bis 1924 selbst Nationalsozialist gewesen war, hatte sich zwischenzeitlich der SPD angeschlossen und für diese NS-kritische Broschüren veröffentlicht. Der Übergriff auf Klotz wurde durch den bekannten NS-Politiker und SA-Führer Edmund Heines angeführt. Klotz identifizierte Heines und drei andere NS-Abgeordnete aufgrund der Fotos im Reichstagshandbuch als seine Angreifer: Die Abgeordneten Wetzel, Stegmann und Krause. Die vier Männer wurden daraufhin durch das Reichstagspräsidium für eine größere Zahl von Sitzungstagen von den Sitzungen des Parlaments ausgeschlossen und von der Polizei sistiert und zur Untersuchungshaft ins Polizeipräsidium gebracht. Im Falle von Krause zog Klotz den Vorwurf indessen zurück, da er sich nachträglich unsicher war, ob dieser tatsächlich einer der Männer gewesen war, die ihn angegriffen hatten. Krause wurde daher noch am Abend des Tages aus der Untersuchungshaft entlassen und sein Ausschluss von den Sitzungen des Parlaments wurde in der Folge rückgängig gemacht. Die übrigen drei Verdächtigen wurden am Folgetag vor dem Schnellschöffengericht in Charlottenburg der gemeinschaftlichen Körperverletzung angeklagt und auf Basis der gegen sie vorliegenden Aussagen von Tatzeugen zu mehrmonatigen Haftstrafen verurteilt, die sie aufgrund ihrer Abgeordnetenimmunität jedoch nicht anzutreten brauchten.
Nach dem Regierungsantritt der Nationalsozialisten Anfang 1933 tat Krause sich öffentlich nicht mehr hervor. 1933 war er kurzzeitig Mitglied im Provinziallandtag der Provinz Ostpreußen, während er dem Reichstag nicht mehr angehörte und auch sonst keine exponierten Ämtern mehr übernahm.
1938 erhielt Krause das Goldene Ehrenzeichen der NSDAP.

### Nachkriegszeit
Nach Ende des Zweiten Weltkrieges lebte Krause in Neuwied-Niederbieber. Am 30. Oktober 1975 starb er mit 78 Jahren im Krankenhaus von Neuwied. Sein Grab befindet sich auf dem Neuen Friedhof in Niederbieber.

## Persönliches
Krause war seit 5. Oktober 1925 mit Martha Buskies (* 13. Mai 1902) verheiratet, mit der er vier Kinder hatte.